# Akademie der Künste (Berlin)

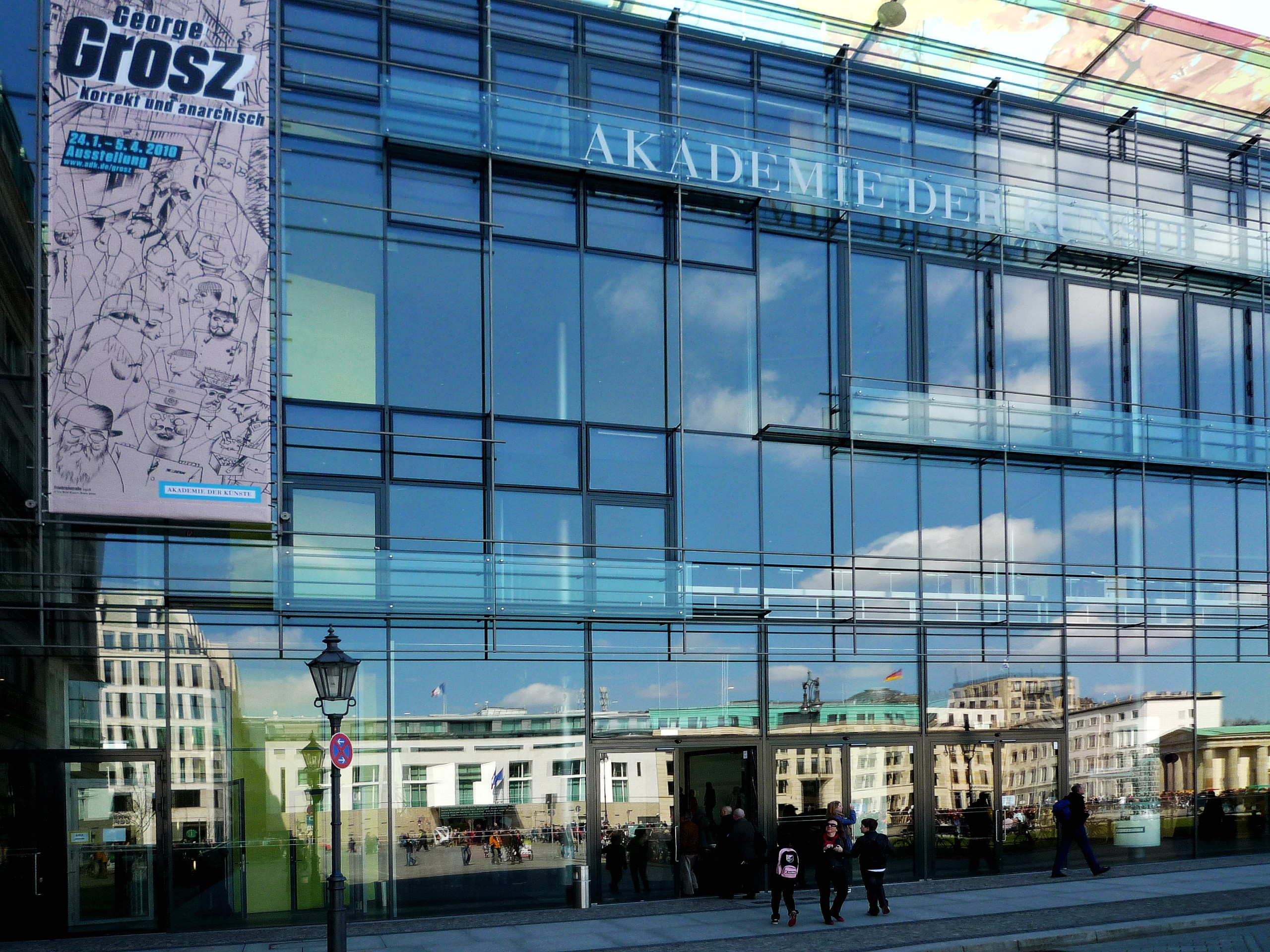
Akademie der Künste am Pariser Platz 4 in Berlin-Mitte

Die Akademie der Künste (AdK) ist eine Institution zur Förderung der Kunst mit Sitz in Berlin. Ihre Geschichte beginnt 1696. Sie ist Traditionsnachfolgerin der Preußischen Akademie der Künste, zu deren Mitgliedern unter anderem Johann Gottfried Schadow, Carl Friedrich Zelter, Christian Daniel Rauch, Karl Friedrich Schinkel, Adolph von Menzel, Heinrich Zille und Max Liebermann gehörten.

## Geschichte

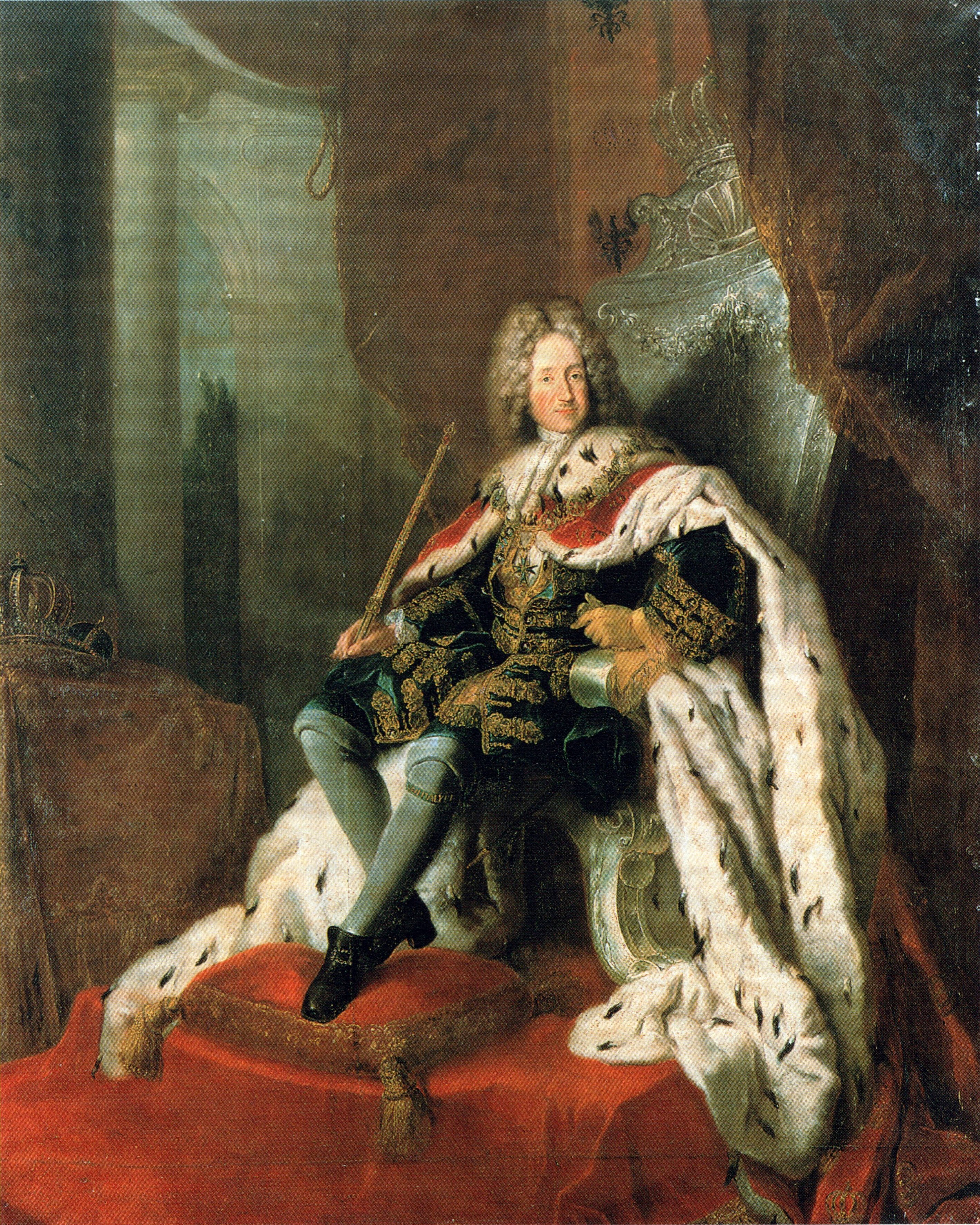
Friedrich I., Gründer der Akademie der Künste
Gemälde von Antoine Pesne

Die Berliner Akademie der Künste geht zurück auf die am 11. Juli 1696 von Kurfürst Friedrich III. von Brandenburg, dem späteren König in Preußen Friedrich I., gegründete Akademie. Sie beruft sich auf die Tradition dieser Gelehrtengesellschaft, die mehrmals den Namen und auch den Standort wechselte:
- 1696–1704: Academie der Mahler-, Bildhauer- und Architectur-Kunst
- 1704–1790: Königlich-Preußische Akademie der Künste und mechanischen Wissenschaften[1]
- 1790–1809: Königliche Akademie der bildenden Künste und mechanischen Wissenschaften zu Berlin
- 1809–1882: Königlich Preußische Akademie der Künste
- 1882–1926: Königliche Akademie der Künste
- 1926–1945: Preußische Akademie der Künste
- 1950–1993: Deutsche Akademie der Künste in Ost-Berlin, ab 1972 Akademie der Künste der DDR, ab 1990 Akademie der Künste zu Berlin
- 1954–1993: Akademie der Künste in West-Berlin

Aus den letzten beiden Vorgängerinstitutionen ging am 1. Oktober 1993 die heutige Akademie der Künste hervor.

## Aufbau und Aufgaben

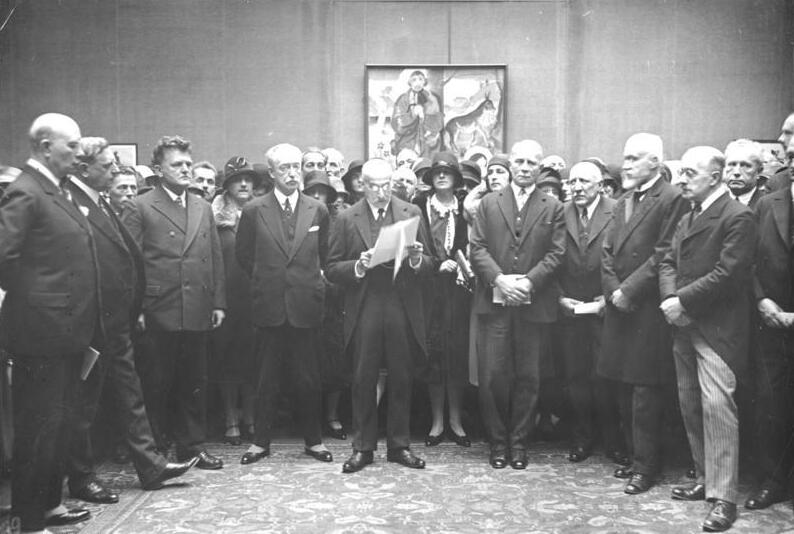
Max Liebermann eröffnet 1922 eine Ausstellung im Palais Arnim

Die Akademie der Künste ist ein Ausstellungs- und Veranstaltungsort, eine Stätte der Begegnung von Künstlern und Kunstinteressierten sowie ein Ort für öffentliche Debatten über Kunst und Kulturpolitik. Ihr Archiv zählt zu den bedeutendsten interdisziplinären Archiven zur Kunst des 20. Jahrhunderts. Sie hat ausschließlich gemeinnützige Zwecke und laut dem Gesetz zur Errichtung der Akademie der Künste (AdKG) folgende Aufgaben:
- Repräsentation des Gesamtstaates auf dem Gebiet der Kunst und Kultur,
- Förderung der Kunst,
- Vertreten der Sache der Kunst in der Gesellschaft,
- Entfaltung internationaler Wirkung von Berlin aus,
- kulturelle nationale Entwicklung,
- Pflege des kulturellen Erbes,
- Beratung und Unterstützung der Bundesrepublik Deutschland in Angelegenheiten der Kunst und Kultur.

Seit dem 1. Januar 2004 ist die Akademie der Künste eine von der Bundesrepublik Deutschland getragene Körperschaft des öffentlichen Rechts. Sie führt einen Rechtsstatus mit Selbstverwaltungsrecht. Der Bund besitzt im Verwaltungsbeirat als Zuschussgeber die Mehrheit der Stimmen.
Das notwendige Gesetz zur Errichtung der Akademie ist am 9. Mai 2005 verkündet worden und ist mit Wirkung vom 1. Januar 2006 in Kraft gesetzt worden. Die Länder Berlin und Brandenburg haben dabei insofern ein Mitspracherecht bekommen als das Gesetz zur Errichtung der Akademie der Künste erst nach Auflösung der bestehenden, von den beiden Bundesländern getragenen Akademie in Kraft tritt. Zudem stellen beide Länder je einen Vertreter im Verwaltungsbeirat.

### Sektionen
Die Akademie gliedert sich in folgende Sektionen mit jeweils eigenem Direktor (Stand: November 2021):
- Bildende Kunst: Karin Sander
- Baukunst: HG Merz
- Musik: Carola Bauckholt
- Literatur: Kerstin Hensel
- Darstellende Kunst: Nele Hertling
- Film- und Medienkunst: Thomas Heise

### Mitglieder
Die Akademie hat – gesetzlich geregelt – höchstens 500 Mitglieder, im Juli 2024 waren es 435. Diese werden von den Sektionen der Akademie benannt, von der Mitgliederversammlung in geheimer Wahl gewählt und vom Präsidenten oder von der Präsidentin berufen. Vom Senat der Akademie der Künste können zudem Ehrenmitglieder vorgeschlagen werden. Der Mitgliederversammlung der Akademie der Künste gehören alle Mitglieder an, die Ehrenmitglieder allerdings nur mit beratender Stimme.

### Präsidenten

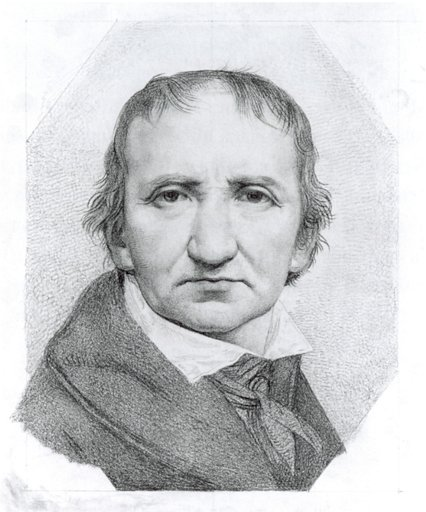
Johann Gottfried Schadow, Direktor der Akademie von 1816 bis 1850

| Preußische Akademie der Künste - Ludwig Manzel, 1918–1920 - Max Liebermann, 1920–1932 - Max von Schillings, 1932–1933 - August Kraus, 1933, kommissarischer Präsident - Georg Schumann (1934–1945), amtierender Präsident Akademie der Künste (Ost) (1950–1993) - Heinrich Mann, 1950 designiert; † 1950 - Arnold Zweig, 1950–1952 - Johannes R. Becher, 1953–1956 - Otto Nagel, 1956–1962 - Willi Bredel, 1962–1964 - Konrad Wolf, 1965–1982 - Manfred Wekwerth, 1982–1990 - Heiner Müller, 1990–1993 | Akademie der Künste (West) (1954–1993) - Hans Scharoun, 1955–1968 - Boris Blacher, 1968–1971 - Werner Düttmann, 1971–1983 - Günter Grass, 1983–1986, ausgetreten - Giselher Klebe, 1986–1989 - Walter Jens, 1989–1993 (Vereinigte) Akademie der Künste (seit 1993) - Walter Jens, 1993–1997 - György Konrád, 1997–2003 - Adolf Muschg, 2003–2005 - Klaus Staeck, 2006–2015 - Jeanine Meerapfel, 2015–2024 - Manos Tsangaris, seit 25. Mai 2024 |

## Standorte

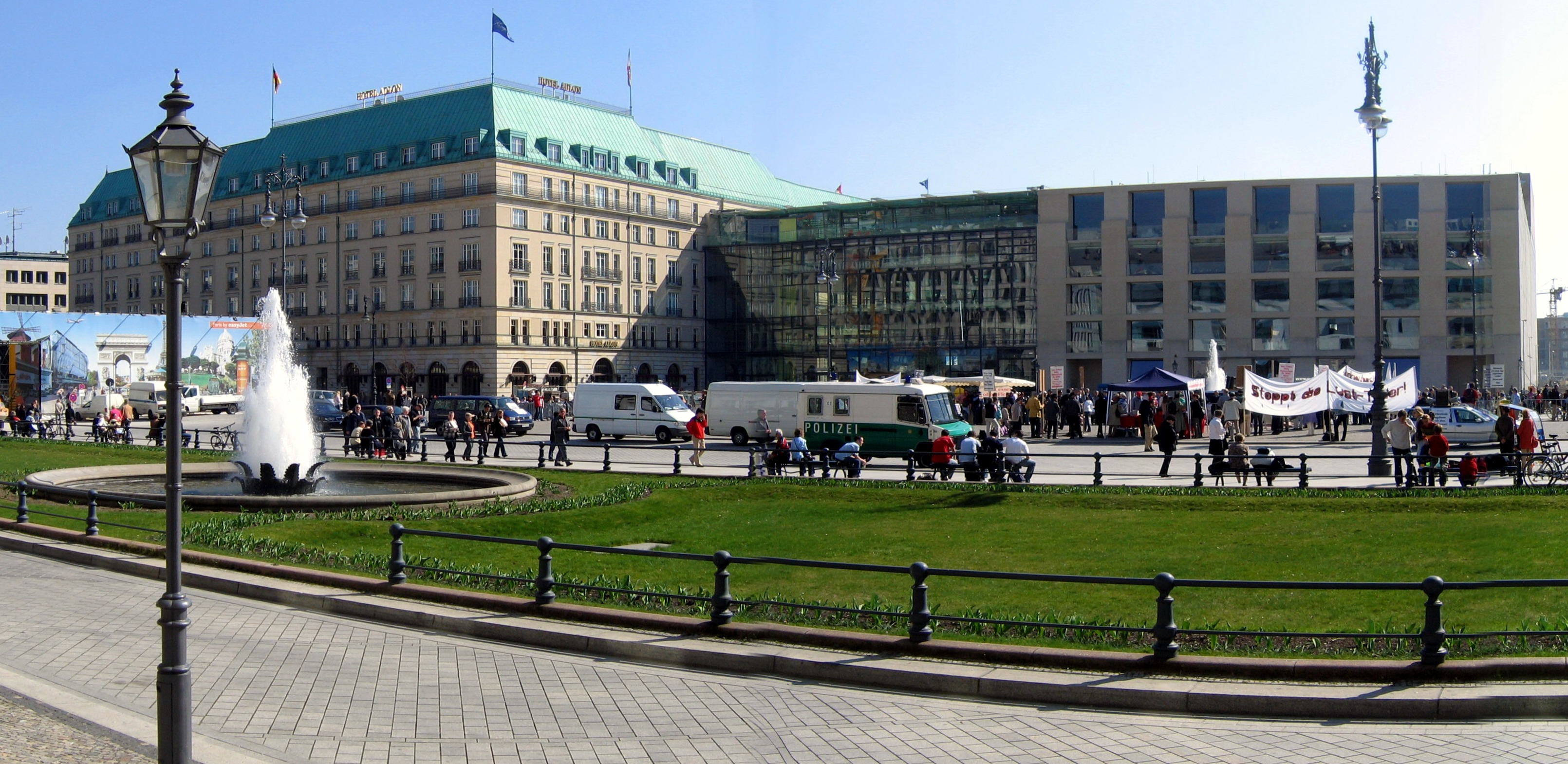
Standort am Pariser Platz zwischen Hotel Adlon (links) und DZ-Bank (rechts)

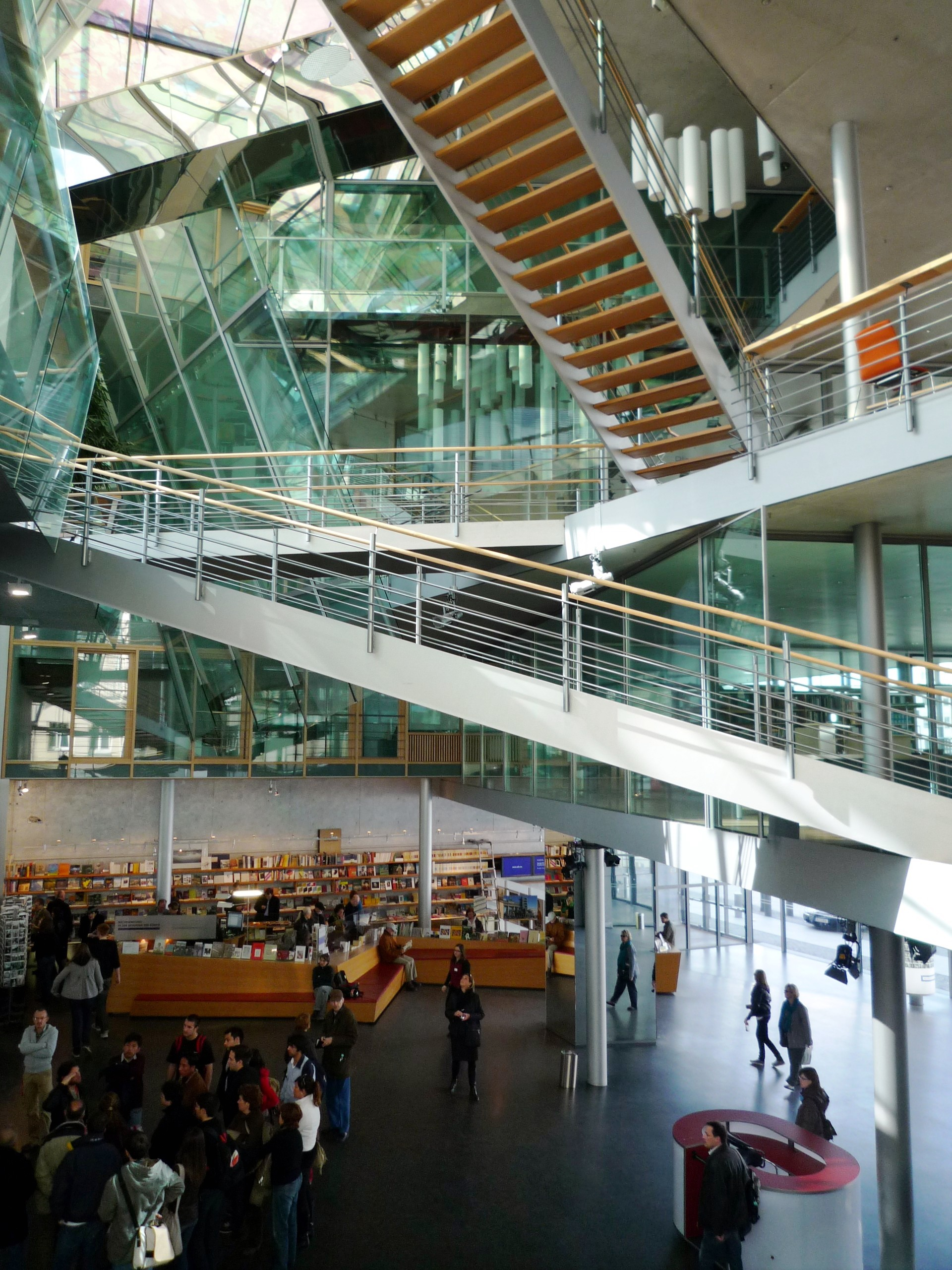
Foyer und Treppen in der Akademie der Künste

### Pariser Platz
Der Hauptsitz der Akademie befindet sich im traditionellen Standort am Pariser Platz 4 im Ortsteil Mitte des gleichnamigen Bezirks in einem 2005 eröffneten Neubau des Architekten Günter Behnisch, in den das Ausstellungsgebäude Ernst von Ihnes aus dem Jahr 1907 integriert ist.
Am Pariser Platz sind frühere Kellerräume der Preußischen Akademie der Künste erhalten, die auch Kellerräume des benachbarten Hotels Adlon einschließen. Diese Kellerräume gestalteten im Jahr 1957 Studenten der Meisterateliers der Akademie der Künste der DDR für den ersten Akademie-Fasching als Partykeller. Die von den Kriegsereignissen und der Einlagerung von Kohle geschwärzten Wände wurden bemalt, und zwar in einfachen Formen Strichmännchen-ähnlich. Auch andere knallig ausgeführte Bilder wie rote Sektgläser, wilde Jagdszenen oder erotische Akte erfreuten letztendlich die Besucher. Folgende später berühmt gewordene Künstler hatten sich an den Wänden verewigt: Manfred Böttcher, Gustav Seitz, Heinrich Ehmsen, Werner Stötzer, Harald Metzkes, Ernst Schroeder oder Horst Zickelbein. Eine zweite Faschingsveranstaltung fand 1958 ebenfalls in diesem Kunstkeller statt.
Nach ihrer Wiederentdeckung wurden die Kellerräume mit ihren Bildern auf Initiative von Matthias Flügge konserviert und bei der Art Week 2018 öffentlich zugänglich gemacht.

### Hanseatenweg
Der frühere Hauptsitz der West-Berliner Akademie der Künste am Hanseatenweg im Hansaviertel, 1958 bis 1960 von Werner Düttmann erbaut, wird weiterhin für Veranstaltungen und Ausstellungen sowie zu Verwaltungszwecken genutzt.

### Vorgänger
Erster Standort war bis 1901 der Königliche Marstall, Unter den Linden 8, ein Gebäude anstelle der heutigen Staatsbibliothek Unter den Linden. 1907 bezog die Akademie der Künste dann das Palais Arnim von Eduard Knoblauch, das Ihne von 1904 bis 1907 für die Akademie umgebaut und um ein Ausstellungsgebäude ergänzt hatte. In der Zeit von 1902 bis 1907 residierte sie in der Potsdamer Straße. Von 1938 bis zur Zerstörung 1945 hatte die Akademie im Kronprinzenpalais ihren Sitz.
Der Hauptsitz der Deutschen Akademie der Künste, später der Akademie der Künste der DDR, befand sich bis 1977 im 1906 ebenfalls von Ihne errichteten Haus für ärztliches Fortbildungswesen der Charité am Robert-Koch-Platz 7 in der Friedrich-Wilhelm-Stadt in Berlin-Mitte, danach im selben Ortsteil im Langenbeck-Virchow-Haus. Anfang der 1990er Jahre wurde der Standort aufgegeben. Den im Zweiten Weltkrieg kaum beschädigten Erweiterungsbau Ihnes am Pariser Platz nutzte die Akademie durchgehend bis 1990 als Atelier-, Werkstatt- und Depotgebäude.

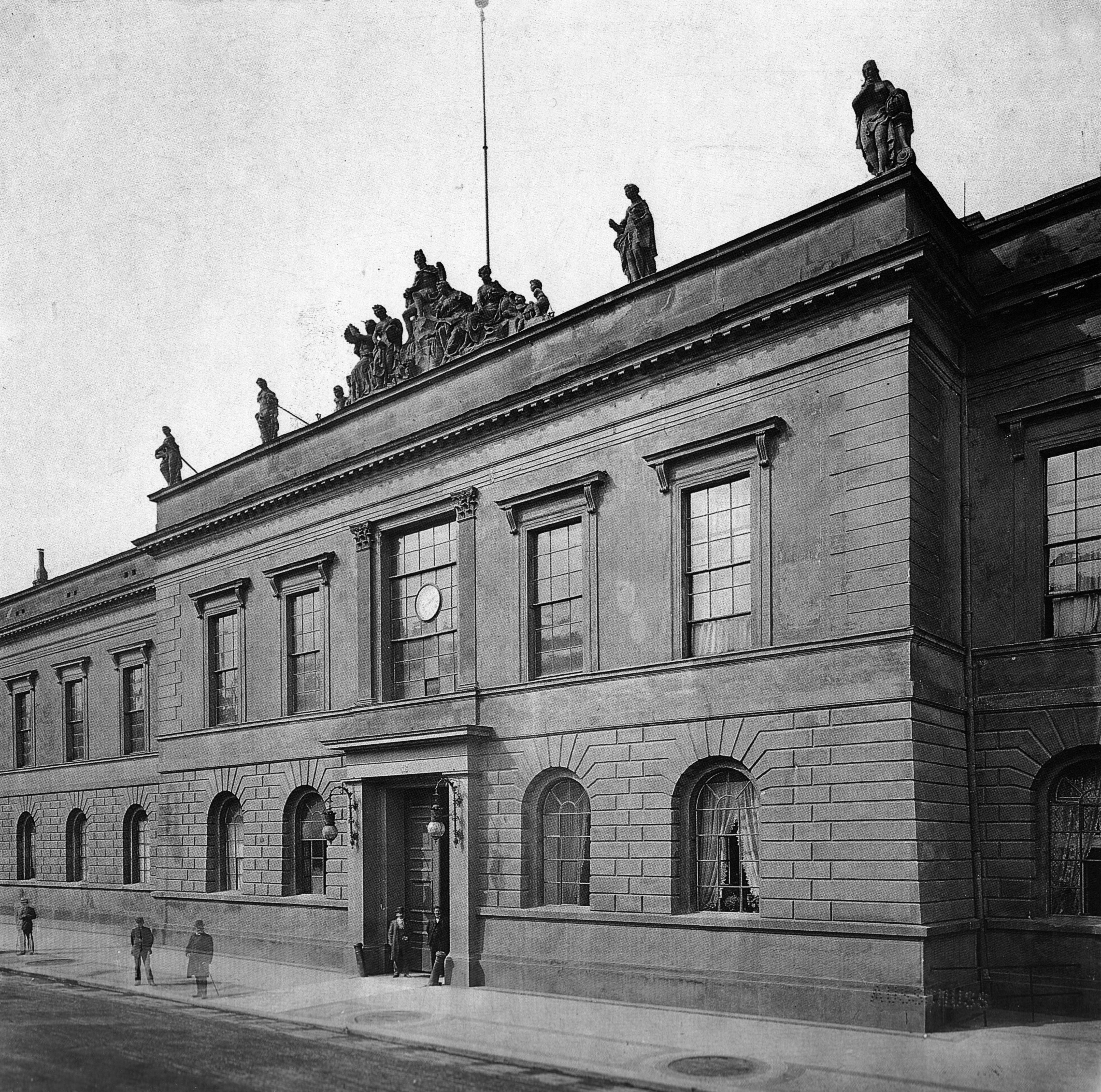
Königlicher Marstall Unter den Linden, Sitz der Akademie bis 1901
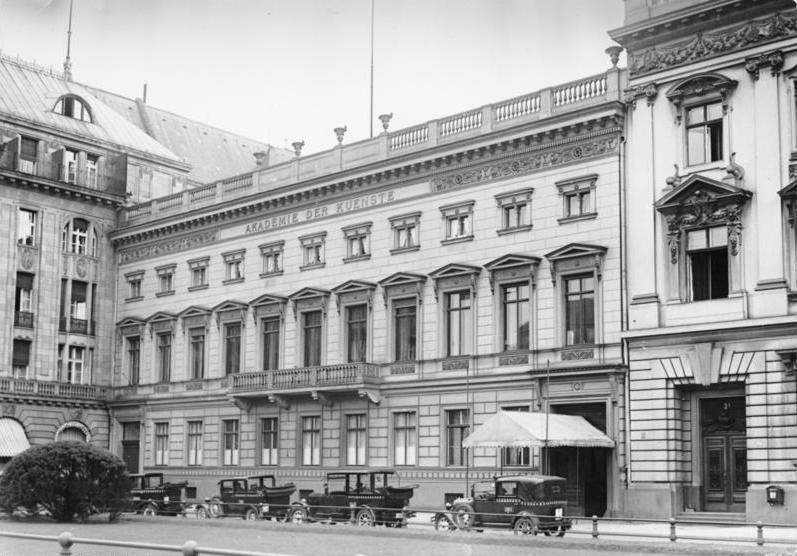
Palais Arnim am Pariser Platz, Sitz der Akademie bis 1938
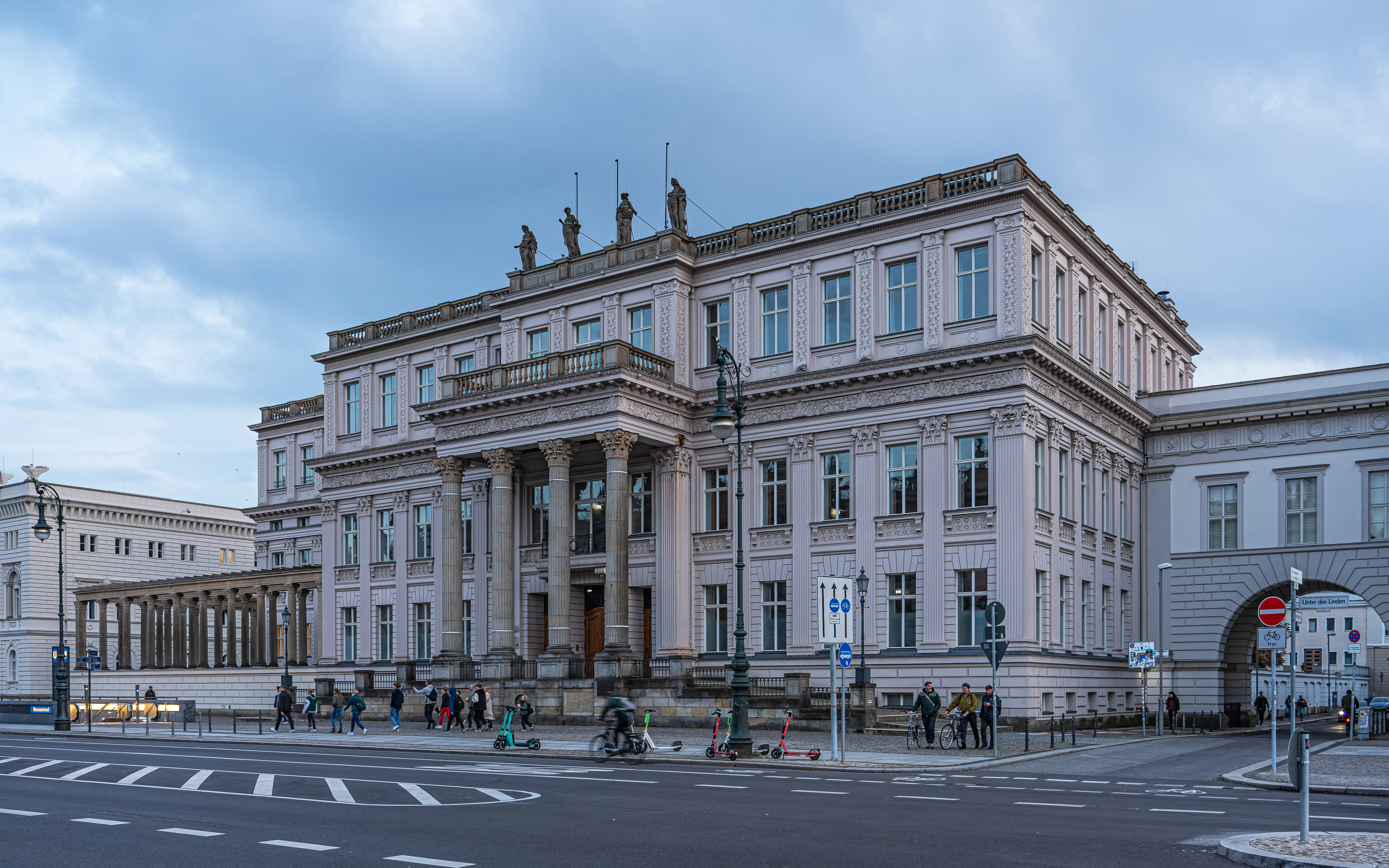
Kronprinzenpalais Unter den Linden, Sitz der Akademie bis 1945
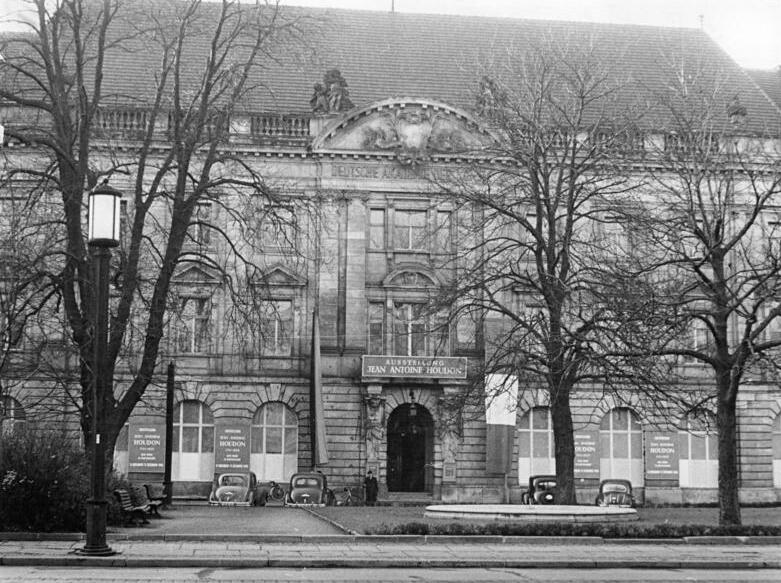
Kaiserin-Friedrich-Haus am Robert-Koch-Platz, Sitz der Akademie der Künste (Ost)
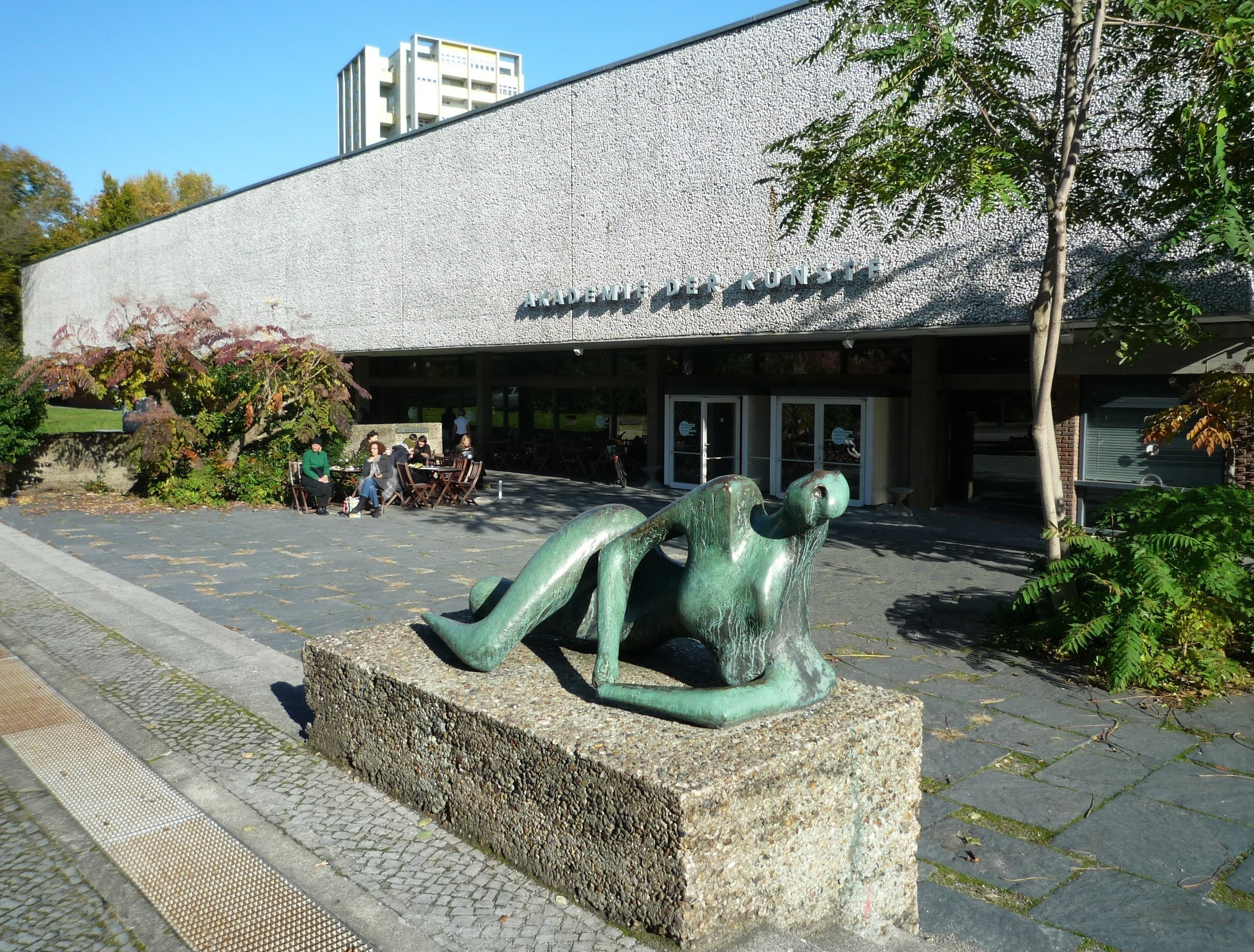
Standort am Hanseatenweg, Sitz der Akademie der Künste (West)

## Archiv
Das umfangreiche Archiv der Akademie der Künste, zu dem auch eine große Kunstsammlung zählt, gilt heute als bedeutendstes interdisziplinäres Archiv zu Kunst und Kultur seit 1900 im deutschen Sprachraum. Entsprechend der Mitgliederstruktur der Akademie umfasst es alle Künste. Seine Hauptaufgabe besteht darin, künstlerisch und kulturgeschichtlich wichtige Archive zu erwerben, zu verzeichnen und der Wissenschaft und interessierten Öffentlichkeit bereitzustellen. Im Oktober 2012 wurde das rund 35 Regalmeter Aufzeichnungen umfassende Peter-Zadek-Archiv für die Öffentlichkeit zugänglich gemacht. Am 3. November 2012 eröffnete die Akademie das Christoph-Schlingensief-Archiv, das der Künstler bereits zu Lebzeiten übergeben hatte, über 40 Regalmeter Dokumentationsmaterial zu seinen genreübergreifenden künstlerischen Aktionen (audiovisuelle Medien, Plakate, Korrespondenzen, Programmhefte, Fotos, Produktionsunterlagen zu einigen seiner Filme und Inszenierungen).
Die Kunstsammlung umfasst etwa 70.000 Arbeiten auf Papier sowie Gemälde, Plastiken, künstlerische Objekte und über 40.000 Plakate. Sie betreut auch Werke der angewandten bildenden Kunst und kulturgeschichtliche Gegenstände, die aus Nachlässen anderer künstlerischer Disziplinen stammen, wie etwa Theaterkostüme und Bühnenmodelle. Zu ihren bedeutenden Schätzen zählen der große Bestand von Zeichnungen Johann Gottfried Schadows, Daniel Chodowieckis Zeichenfolge seiner Reise von Berlin nach Danzig, das Amalfi-Skizzenbuch und Landschaftsölskizzen von Carl Blechen sowie, aus dem 20. Jahrhundert, der gesamte Nachlass John Heartfields und ein umfangreicher Teilnachlass von George Grosz mit Zeichnungen, Grafiken und Collagen. Zu ihren neueren Beständen gehören die Mail-Art-Sammlung Guillermo Deisler, umfangreiche Vintage-Print-Serien von Michael Ruetz, das gesamte grafische Œuvre von Alfonso Hüppi und auch großformatige Gemälde von Thomas Huber und Carl Frederik Reuterswärd. Von 1786 bis 1886 existierte eine eigene Zeichenschule für Handwerker an der Akademie der Künste Berlin.

## Schriftenreihen und sonstige Publikationen der Akademie
Die Akademie verantwortet zahlreiche Veröffentlichungen; das aktuelle Angebot findet man auf der Website der Einrichtung. Seit 1956 erschienen beispielsweise die Anmerkungen zur Zeit mit Beiträgen von Hans Egon Holthusen: Heft 1 (Denkmal des unbekannten politischen Gefangenen), Kurt Ihlenfeld: Heft 2 (Paul Gerhardt-Feier der Akademie der Künste), Adolf Arndt: Heft 9 (Zur Eröffnung der neuen Philharmonie), Theodor W. Adorno: Heft 12 (Über einige Relationen zwischen Musik und Malerei – Die Kunst und die Künste), Will Grohmann: Heft 13 (Wassily Kandinsky zum 100. Geburtstag), Günter Kunert: Heft 18 (Heinrich von Kleist – Ein Modell), Walter Jens: Heft 20 (Die alten Zeiten niemals zu verwinden).

## Preise und Stipendien
Die Akademie vergibt eine Vielzahl von Auszeichnungen und Stipendien:
- Kunstpreis Berlin, für „Künstlerische Leistungen“ (jährlich, Großer Kunstpreis 15.000 Euro und sechs Kunstpreise à 5.000 Euro), der Große Kunstpreis der Sektion Literatur wird Fontane-Preis genannt
- Käthe-Kollwitz-Preis, für Werk oder Gesamtleistung eines bildenden Künstlers (jährlich, anfangs 10.000 Euro, spätestens seit 2009 12.000 Euro)
- Heinrich-Mann-Preis, für Essayistik (jährlich, 8.000 Euro)
- Konrad-Wolf-Preis für herausragende künstlerische Leistungen auf dem Gebiet der darstellenden Kunst (jährlich, 5.000 Euro)
- Hörspielpreis der Akademie der Künste (2007 letztmals vergeben)
- Tilla Durieux-Schmuck (alle zehn Jahre)
- Hermine Körner-Ring: Vergabe auf Lebenszeit durch die Sektion Darstellende Kunst
- Sammelstiftung 1 der Akademie der Künste, für begabte und bedürftige Studierende der „fünf klassischen künstlerischen Disziplinen“
- Stiftung Eduard-Arnhold-Hilfsfonds, zur Erinnerung an den Mäzen Eduard Arnhold, für begabte und sich in wirtschaftlicher Not befindende Künstler „aller Art“
- Villa-Serpentara-Stipendium: dreimonatiges Aufenthaltsstipendium für Berliner Künstler (monatlich 1.500 Euro und Reisekostenzuschuss 400 Euro) in direkter Nachbarschaft mit und im Austausch zum Villa-Massimo-Stipendium
- Will-Grohmann-Preis, für junge Maler, Grafiker und Bildhauer (jährlich, 6.500 Euro)
- Daniel-Chodowiecki-Stiftung, gegründet von Günter Grass, für polnische bildende Künstler (jährlich, 5.000 Euro)
- Busoni-Kompositionspreis, für noch nicht bekannte Komponisten (jährlich, 6.000 Euro und ein Förderpreis 2.500 Euro)
- Alfred-Döblin-Preis, für unveröffentlichte epische Werke (alle zwei Jahre, 10.000 Euro und Förderpreis 5.000 Euro)
- Alfred-Döblin-Stipendium: Aufenthaltsstipendium für Berliner Schriftsteller für drei bis zwölf Monate (jährlich, monatlich 1.000 Euro)
- Lion-Feuchtwanger-Preis: Stiftungspreis für historische Prosa (alle zwei bis drei Jahre, 7.500 Euro)
- F.-C.-Weiskopf-Preis: Stiftungspreis für sprachkritische und sprachreflektierende Werke (alle zwei bis drei Jahre, 5.000 Euro)
- Alex-Wedding-Preis: Stiftungspreis für Kinder- und Jugendbücher (alle zwei bis drei Jahre, 5.000 Euro)
- O.E. Hasse-Preis, zur Förderung junger Darsteller des Sprech- und Musiktheaters (jährlich, 5.000 bis 10.000 Euro als Preis oder Stipendium)
- Joana-Maria-Gorvin-Preis, für „eine Frau, die im Theaterleben des deutschen Sprachraums eine überragende Leistung erbracht hat“ (alle fünf Jahre, 25.000 Euro)
- Alfred-Hirschmeier-Stipendium, für begabte junge Filmszenografen  (jährlich)
- Plopp-Award: Wettbewerb für unabhängig produzierte und bislang unveröffentlichte Hörstücke (jährlich)
- Will-Lammert-Preis: Preis für junge Bildhauer, der in unregelmäßigen Abständen von 1962 bis 1992 vergeben wurde
- Ellen-Auerbach-Stipendium, für Fotografie-Kunst: ein Förderungsstipendium für internationale junge Fotografen, finanziert aus dem Nachlass der Fotografin Ellen Auerbach, wird seit 2006 alle zwei Jahre vergeben.[13]